# 崇城大学前駅
崇城大学前駅（そうじょうだいがくまええき）は、熊本県熊本市西区池田四丁目にある、九州旅客鉄道（JR九州）鹿児島本線の駅である。

## 歴史
- 1988年（昭和63年）3月13日：熊本工大前駅（くまもとこうだいまええき）として開設[3]。
- 2004年（平成16年）3月13日：崇城大学前駅（そうじょうだいがくまええき）に改称[4]
  - 2000年（平成12年）4月に熊本工業大学が「崇城大学」に改称したことによる[1]。当駅の改称は大学の改称から4年遅れとなった。
- 2012年（平成24年）12月1日：交通系ICカードSUGOCA対応[5]。
- 2022年（令和4年）
  - 3月11日：切符売り場営業終了[6]。
  - 3月12日：終日無人駅化[6]。

## 駅構造
相対式ホーム2面2線を有する地上駅。互いのホームは跨線橋で連絡している。
無人駅である。2022年3月11日まではきっぷうりばが設置されていた。

### のりば
| のりば | 路線        | 方向 | 行先                   |
| ------ | ----------- | ---- | ---------------------- |
| 1      | ■鹿児島本線 | 下り | 熊本・八代方面         |
| 2      | ■鹿児島本線 | 上り | 大牟田・鳥栖・博多方面 |

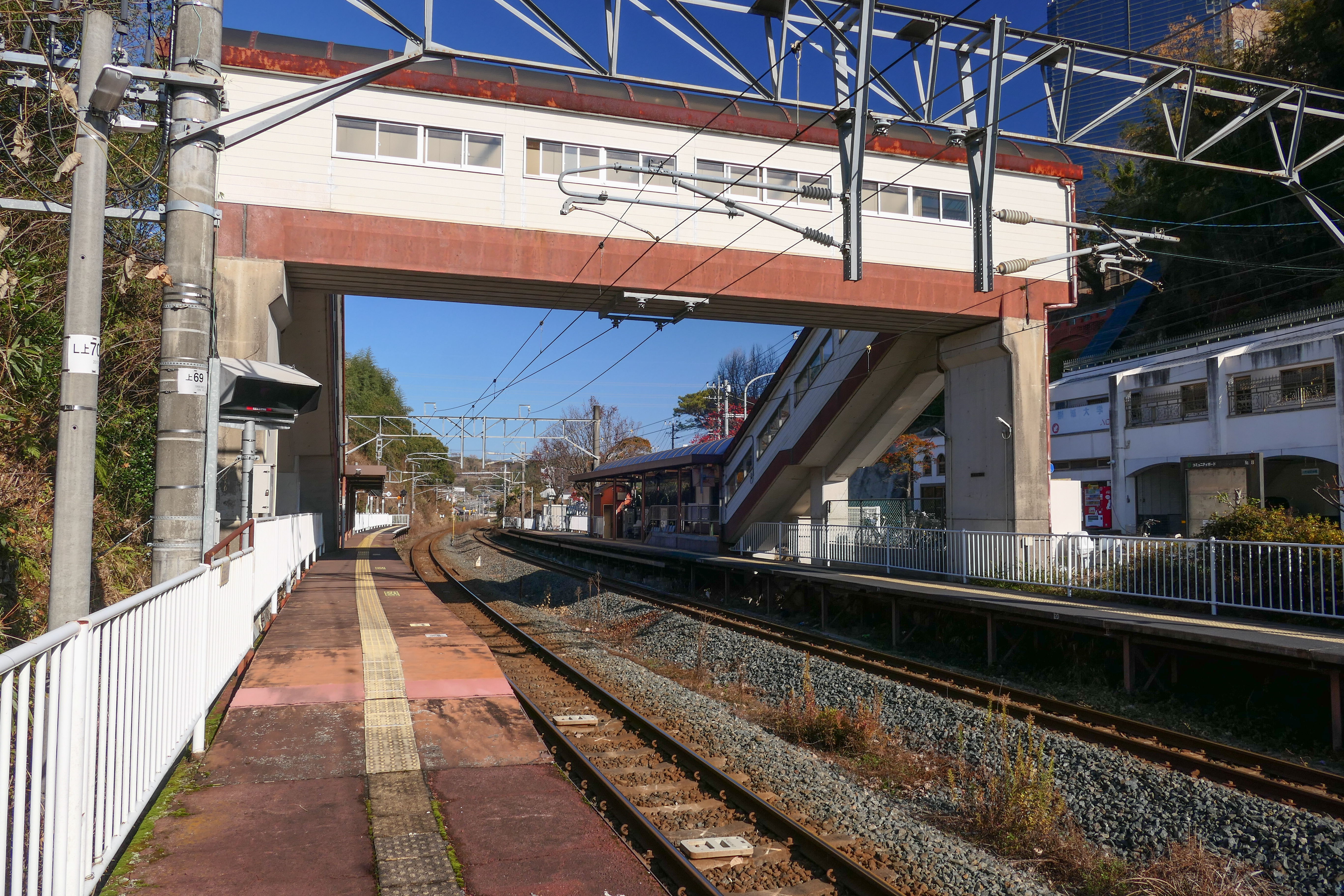
ホーム（2024年、踏切から）
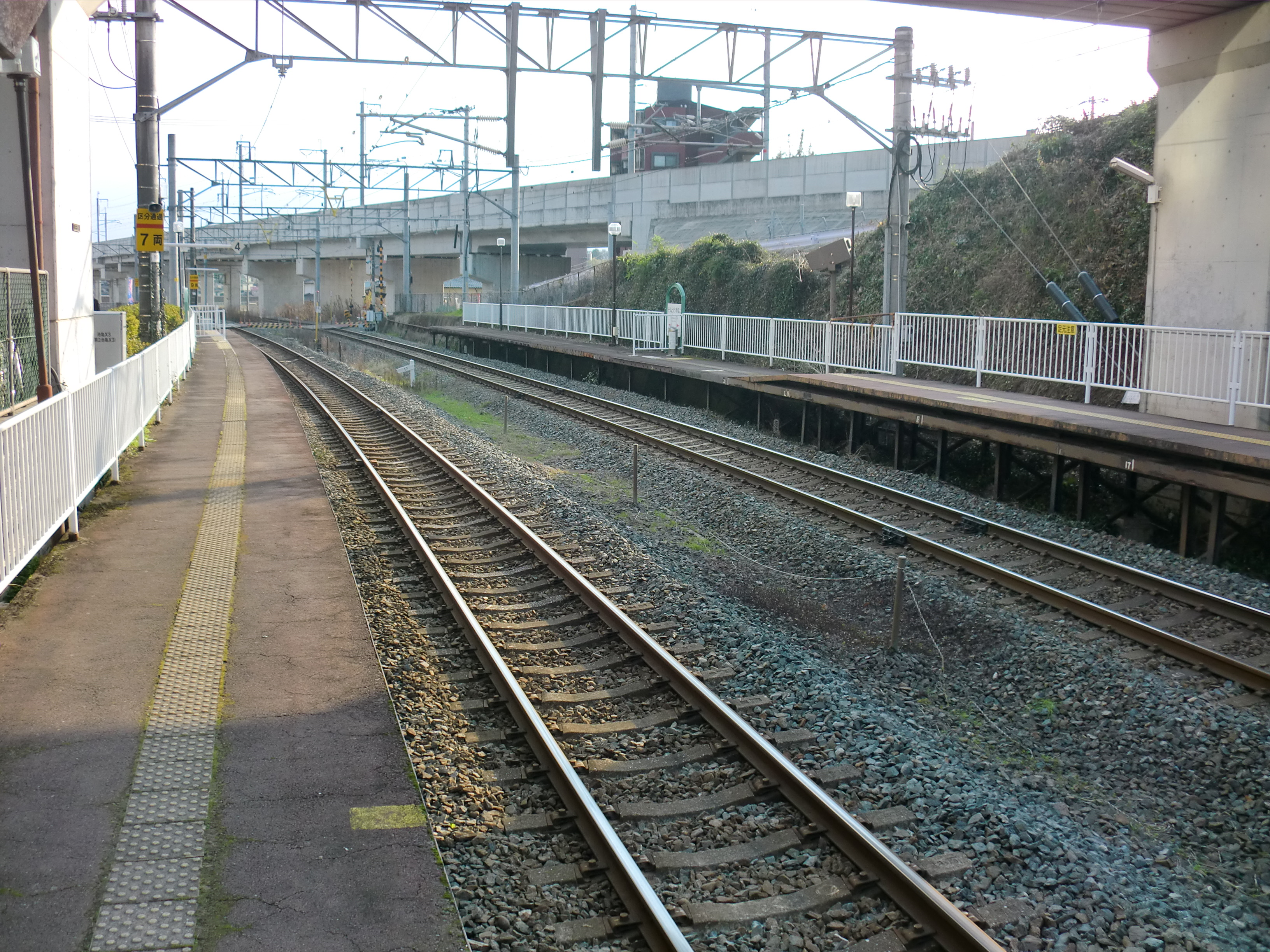
ホーム（2013年、構内から）

## 利用状況
2015年度までは「熊本市統計書」による、2016年度分からはJR九州のサイトで公表されている乗車人員数データに基づく。2023年度の1日平均乗車人員は1,549人である。
| 年度   | 1日平均 乗車人員 | 増加率 |
| ------ | ---------------- | ------ |
| 2001年 | 774              |        |
| 2002年 | 732              | -5.4%  |
| 2003年 | 765              | 4.5%   |
| 2004年 | 800              | 4.6%   |
| 2005年 | 796              | -0.5%  |
| 2006年 | 787              | -1.1%  |
| 2007年 | 852              | 8.3%   |
| 2008年 | 978              | 14.8%  |
| 2009年 | 973              | -0.5%  |
| 2010年 | 986              | 1.3%   |
| 2011年 | 1,053            | 6.8%   |
| 2012年 | 1,075            | 2.0%   |
| 2013年 | 1,190            | 10.6%  |
| 2014年 | 1,225            | 2.9%   |
| 2015年 | 1,372            | 12.0%  |
| 2016年 | 1,475            | 7.5%   |
| 2017年 | 1,489            | 0.9%   |
| 2018年 | 1,449            | -2.7%  |
| 2019年 | 1,418            | -2.2%  |
| 2020年 | 1,021            | -28.0% |
| 2021年 | 1,241            | 21.5%  |
| 2022年 | 1,377            | 11.0%  |
| 2023年 | 1,549            | 12.5%  |

## 駅周辺
駅前は崇城大学のある丘と県道のみがある狭い場所であるが、少し離れた周辺には住宅街が広がっている。また、駅近くには産交バスの北島（）バス停があり、桜町バスターミナル方面と、万楽寺及び植木町方面を結ぶ路線等が利用可能。
- 崇城大学
- 文徳中学校・高等学校
- テレビ熊本
- 柿原公園
- 柿原簡易郵便局
- 柿原養鱒場
- 韓々坂駅 - 熊本電鉄菊池線の駅（徒歩約13分）

## 隣の駅
九州旅客鉄道（JR九州）
■鹿児島本線
■区間快速・■普通
西里駅 - 崇城大学前駅 - 上熊本駅